# Patrick Flores
Patrick Fernández Flores (ur. 26 lipca 1929 w Ganado, Teksas, zm. 9 stycznia 2017 w San Antonio) – amerykański duchowny rzymskokatolicki, arcybiskup metropolita San Antonio w latach 1979-2004.

## Życiorys
Przyszedł na świat w rodzinie imigrantów z Meksyku. Był siódmym z dziewięciorga dzieci Patricia i Trinidad. W młodości musiał zarabiać na utrzymanie rodziny i siebie. Szczególnie po chorobie ojca, która uniemożliwiała mu pracę zarobkową. Skłonny był nawet przerwać naukę, ale ostatecznie ukończył katolicką szkołę przy finansowym wsparciu biskupa. W roku 1949 wstąpił do seminarium duchownego w La Porte, a następnie w Houston. Święcenia kapłańskie otrzymał w katedrze w Galveston 26 maja 1956 roku z rąk bpa Wendelina Nolda, ówczesnego ordynariusza jego rodzinnej diecezji Galveston. Od początku swej posługi kapłańskiej zainteresował się losem ubogich i uciśnionych i założył ruch rodzin chrześcijańskich, a także organizację zajmującą się problemami Latynosów w Kościele amerykańskim.
9 marca 1970 papież Paweł VI mianował go biskupem pomocniczym San Antonio ze stolicą tytularną Italica. Sakry udzielił mu ówczesny delegat apostolski w USA Luigi Raimondi. Był pierwszym w historii kapłanem pochodzenia meksykańskiego, który został biskupem w Stanach Zjednoczonych. Kontynuował swe dotychczasowe działania i założył meksykańsko-amerykańskie centrum kulturalne i fundusz przyznający stypendia biednej, kształcącej się młodzieży. W roku 1974 wyrastał na jednego z liderów Kościoła amerykańskiego (opinia magazynu Time). Od 4 kwietnia 1978 był ordynariuszem El Paso. 
23 sierpnia 1979 mianowany arcybiskupem metropolitą San Antonio. W roku 1983 był jednym z czterech amerykańskich biskupów reprezentujących episkopat USA na synodzie w Rzymie. Był gospodarzem podczas wizyty papieża Jana Pawła II w Teksasie w 1987 roku. Papież gościł wówczas w jego apartamentach. W czasie swej posługi otrzymał wiele wyróżnień od organizacji społecznych i religijnych. Abp Flores angażował się w wiele akcji ekumenicznych, m.in. brał udział w nabożeństwach katolicko-protestanckich w San Antonio, podczas których wykonywano symboliczne gesty między zwierzchnikami tych lokalnych kościołów. Na emeryturę przeszedł 29 grudnia 2004 roku.